# Eric de Maré
Eric de Maré (10. září 1910, Enfield, Middlesex, dnes součást Londýna - 22. ledna 2002, Painswick, Gloucestershire) byl britský fotograf a spisovatel. Deník The Times ho ve svém v nekrologu označil jako jednoho z nejlepších britských fotografů architektury.

## Život
Narodil se 10. září 1910 v Enfieldu, který je dnes součástí Londýna. Jeho rodiče Bror a Ingrid de Maré pocházeli ze Švédska. Předkové jeho otce přišli do Švédska jako Hugenotští imigranti. Vystudoval St Paul's School v Londýně. Reakcí na studium na této škole ale bylo, že se stal ateistou a oponentem puritánství. Ve studiu pokračoval na Architectural Association School of Architecture. V té době zde působil jeden z nejznámějších britských fotografů architektury F. R. Yerbury. Ve stejné době zde studovali Edwin Smith a Humphrey Spender, kteří se později rovněž stali významnými britskými fotografy architektury.
V roce 1933 pod vlivem teorií C. H. Douglase vstoupil do politické strany Social Credit Party (zanikla v roce 1951), kde se mimo jiné stal v roce 1939 pokladníkem. Jeho první kniha byl politický pamflet Britain Rebuilt (1942) právě pro potřeby této strany.
Po absolvování studia v roce 1933 odešel do Švédska, kde cestoval a pracoval. Řada jeho pozdějších knih je věnována Švédsku. Po návratu do Londýna pracoval jako architekt v několika londýnských projekčních kancelářích. V letech 1943-1946 pracoval ve vydavatelství Architectural Press jako redaktor časopisu The Architects' Journal. Napsal řadu článků, ve kterých se věnoval nejčastěji moderním konstrukcím ve stavebnictví a dále švédské architektuře.
Inspirován knihou L. T. C. Rolta (1910-1974) Narrow boat (1944) se v roce 1948 vydal se svou ženou na 600 mil dlouhou cestu lodí po anglických plavebních kanálech. Texty a fotografie z této cesty byly otištěny ve zvláštním čísle časopisu Architectural Review v srpnu 1949 a později vydány jako samostatná kniha The Canals of England (1950).
V roce 1956 byl pověřen cestovat po celé Anglii a fotografovat industriální památky, místa a budovy. Výbor fotografií z tohoto souboru byl doplněn textem J. M. Richardse a vydán v roce 1958 pod názvem Functional Tradition in Early Industrial Buildings.
V roce 1936 se oženil s Vanessou Burridge. Po její smrti v roce 1972 se v roce 1974 oženil podruhé s výtvarnicí Enid Verity.

## Dílo
Převážná část jeho díla je uložena v archivu The National Monuments Record, který je veřejným archivem organizace English Heritage. Archiv je přístupný on-line.
Vlastní knihy s fotografiemi:
- The Canals of England (1950, další vydání 1987, ISBN 978-1-84868-160-6, ISBN 0-86299-418-7)
- Time on the Thames (1952, další vydání 1975)
- The Bridges of Britain (1954, další vydání 1975, 1987, ISBN 0-7134-2925-9)
- The City of Westnminster; Heart of London (1968)
- The Nautical Style: an aspect of the functional tradition (1973, ISBN 0-85139-447-7)

Dále napsal téměř dvacet knih, z nichž některé jsou částečně ilustrovány vlastními fotografiemi. Jsou to například:
- Scandinavia (1952)
- London's Riverside : past, present and future (1958)
- Wren's London (1975) ISBN 0-7181-1586-4

Pro vydavatelství Penguin books napsal několik fotografických příruček a manuálů:
- Photography (1957)
- Photography and Architecture (1961)
- Colour Photography (1968) ISBN 0-14-046136-1
- Architectural Photography (1975), ISBN 0-7134-2985-2

Dále napsal desítky článků do architektonických a fotografických časopisů a další desítky článků a knih jiných autorů svými fotografiemi ilustroval.